# Langues buyeo
Les langues buyeo (ou puyŏ, fu-yü, koguryeoïques ou puyŏ-koguryeoïques) sont un ensemble de langues possiblement coréaniques anciennement parlées au Nord de la péninsule coréenne.

## Classification
Elles sont très peu attestées, et leur classification est disputée. Dans les anciens écrits chinois, il est dit que les langues des anciens royaumes de Goguryeo, de Dongye, de Buyeo et d'Okjeo étaient similaires entre-elles, et différentes des langues des Yilou ou des Mohe, des peuples toungouses,. Il est possible que la langue du royaume de Baekje (ou du moins de sa classe dirigeante) ait fait partie de cette famille.
Une théorie dominante propose qu'il s'agit d'une des deux branches des langues coréaniques (l'autre serait les langues han),. Cependant, des théories controversées soutiennent que cet ensemble constitue la branche continentale des langues japoniques. D'autres auteurs soutiennent que ces langues appartiennent aux langues toungouses. Le jurchen et le mandchou contiennent des emprunts visiblement similaires au moyen coréen, ce qui soutient l'appartenance aux langues coréaniques. De plus, le livre des Wei contient des mots goguryeoans contenant des racines coréaniques.
Certains auteurs soutiennent que les langues coréennes modernes descendent du goguryeoan, au lieu du sillan, (langue han).

### Classification interne

#### Classification selon Vovin (2013, 2015) et Unger (2009)
En fait, Alexander Vovin et James Marshall Unger n'acceptent pas ce regroupement. À la place, ils proposent la classification suivante des langues coréaniques,. Vovin (2013) argue que la langue du royaume de Balhae descend de la langue de Goguryeo. Il affirme également que le moyen coréen descend de cette langue, et que le jeju descend de celle de Paekche,. Cependant, cette théorie est contestée.
- Langues coréaniques
  - Silla
  - Koguryŏ/Koguryŏan
    - Moyen coréen
      - Coréen

    - Parhae

  - Paekche/Paekchean
    - Cheju/Chejudo

  - Puyŏ
  - Okchŏ
  - Ye

#### Classification selon Robbeets (2020)
Martine Robbeets (2020) propose la classification suivante des langues buyeo.
- langues buyeo
  - langues macro-puyŏ
    - Puyŏ †
    - langues macro-koguryŏ
      - Koguryŏ †
      - Paekche †
      - Okchŏ †

  - Ye-maek†

#### Classifications selon Kim (2020, 2022)
Sean Kim (2020) classe les langues buyeo comme ceci :
- Langues buyeo
  - Yemaek
    - Nakrang?

  - Buyeo
  - Goguryeo
    - Balhae?
    - Moyen coréen
      - Coréen
        - Coréen moderne

      - Jeju

  - Baekje

Plus tard, en 2022, il crée une nouvelle classification basée sur celle de Vovin, de Whitman, et Lee et Ramsey :
- Langues puyŏ
  - Puyŏ
  - Langues macro-koguryŏ
    - Langues koguryŏ
      - Koguryŏ
      - Parhae

    - Paekche

  - Okchŏ
  - Yemaek